# Mariana Ochoa Loayza
Mariana Ochoa Loayza là một nhà sử học và nhà văn người Ecuador. Bà đã từng là người giám sát của Lưu trữ lịch sử của thành phố Guayaquil và là thành viên của Viện hàn lâm lịch sử hàng hải và lưu động ở Ecuador. Công việc nổi tiếng nhất của bà là tổng hợp và phân tích sự tương ứng của cựu Tổng thống Ecuador, Vicente Rocafuerte. Bà cũng đã viết các tác phẩm về lịch sử của tỉnh El Oro.

## Trích dẫn
1. ↑  "Autor Mariana Ochoa Loayza" (bằng tiếng Tây Ban Nha). Library Catalogue of the Municipality of Cuenca. Bản gốc lưu trữ ngày 23 tháng 9 năm 2015. Truy cập ngày 19 tháng 1 năm 2015.
2. ↑  "Producción literaria en El Oro" (bằng tiếng Tây Ban Nha). Casa de la Cultura Ecuatoriana. ngày 20 tháng 10 năm 2014. Truy cập ngày 12 tháng 1 năm 2015.